# Ескадрені міноносці типу «Мінекадзе»
Ескадрені міноносці типу «Мінекадзе» (яп. 峯風型駆逐艦, Minekazegata kuchikukan) — ескадрені міноносці Імперського флоту Японії періоду 1920-х років, які взяли участь у Другій світовій війні.

## Конструкція
Ескадрені міноносці типу «Мінекадзе» відкрили новий етап японського кораблебудування, який характеризувався переходом від прямого копіювання іноземних взірців або їх наслідування до власних розробок. Кони стали основою для трьох наступних серій есмінців.
Артилерійське озброєння складалось з чотирьох 120/45-мм гармат. Одна гармата розміщувалась в носовій частині, інша в кормовій, ще дві гармати - попереду та позаду другої димової труби. Таке розташування мало певні недоліки, оскільки в ніс та корму могла стріляти лише одна гармата, а середні гармати могли стріляти лише у вузьких секторах, обмежених димовими трубами.
533-мм торпедні апарати розміщувались між зрізом короткого напівбака та містком, що дозволяло вести стрільбу у носовому секторі, але в погану погоду апарати сильно заливались, що було серйозним недоліком для океанських кораблів.
Ескадрені міноносці типу «Мінекадзе» першими кораблями у японському флоті, оснащеними турбінами із зубчатими передачами. Силова установка складалась з 4 котлів і 2 турбозубчатих агрегатів потужністю 38 500 к.с., що дало змогу розвивати швидкість у 39 вузлів, а «Сімакадзе» на випробуваннях розвинув швидкість у 40 вузлів.

### Модернізації
Після появи есмінців типу «Фубукі» всі попередні серії зарахували до розряду застарілих, і протягом 1937-1941 років їх  переобладнали для різноманітних потреб. 
Так, «Якадзе» був переобладнаний на корабель управління радіокерованого корабля-мішені «Сетцу», а з 1942 року сам став мішенню.
На інших кораблях протягом 1937-1939 років зменшили запас палива на 100 т, встановили козирки над димовими трубами. При цьому водотоннажність зросла до 1552 т, а швидкість впала до 36 вузлів.
Протягом 1939-1940 років «Надакадзе» та «Сімакадзе» переобладнали на патрульні кораблі, озброєні двома 120-мм гарматами, десятьма 25-мм зенітними автоматами, двома 533-мм торпедними апаратами та 16 глибинними бомбами. Їхня водотоннажність склала 1390/1700 т. Наприкінці 1941 року їх переобладнали на носіїв десантних катерів «Дзайхацу», при цьому зняли одну гармату. Кораблі могли нести 2 катери та 250 десантників.
До 1944 року на вцілілих кораблях кількість 25-мм зенітних автоматів довели до 13 одиниць.
Важко пошкоджений «Намікадзе» у серпні 1944 року переобладнали для носій людино-торпед «кайтен». Його корму зрізали, демонтували 3 з 4 гармат та всі торпедні апарати, також вилучили один з котлів, що зменшило максимальну швидкість до 29,5 вузлів.
«Сіокадзе», пошкоджений у січні 1945 року, планували переобладнати подібним чином, але до кінця війни роботи не були завершені.
«Савакадзе» та «Юкадзе» переобладнали у кораблі протиповітряного дозору, встановивши на них радари та збільшивши кількість зенітного озброєння.

## Представники
| Назва     | Верф                         | Закладений             | Спущений на воду     | Вступив у стрій        | Доля |
| --------- | ---------------------------- | ---------------------- | -------------------- | ---------------------- | --- |
| Мінекадзе | Верф ВМФ в Майдзуру          | 20 квітня 1918 року    | 8 лютого 1919 року   | 29 травня 1920 року    | Потоплений 10 лютого 1944 року підводним човном «Погі» у Філіппінському морі                                                   |
| Савакадзе | Верф «Mitsubishi» в Нагасакі | 7 січня 1918 року      | 7 січня 1919 року    | 6 березня 1920 року    | Зданий на злам у 1948 році |
| Окікадзе  | Верф ВМФ в Майдзуру          | 22 лютого 1919 року    | 3 жовтня 1919 року   | 17 серпня 1920 року    | Потоплений 10 січня 1943 року підводним човном «Тріггер»                                                                       |
| Якадзе    | Верф «Mitsubishi» в Нагасакі | 15 серпня 1918 року    | 10 квітня 1920 року  | 19 липня 1920 року     | Пошкоджений авіацією 18 липня 1945 року Зданий на злам у 1948 році                                                             |
| Хакадзе   | Верф «Mitsubishi» в Нагасакі | 11 листопада 1918 року | 21 червня 1920 року  | 16 вересня 1920 року   | Потоплений 23 січня 1943 року підводним човном «Гуардфіш»                                                                      |
| Сіокадзе  | Верф ВМФ в Майдзуру          | 15 травня 1920 року    | 22 жовтня 1920 року  | 29 липня 1921 року     | Затоплений після 1945 року для створення хвилерізу в порту Онахама                                                             |
| Акікадзе  | Верф «Mitsubishi» в Нагасакі | 7 червня 1920 року     | 14 грудня 1920 року  | 16 вересня 1921 року   | Потоплений 3 листопада 1944 року підводним човном «Пінтадо» в Південнокитайському морі                                         |
| Юкадзе    | Верф «Mitsubishi» в Нагасакі | 14 грудня 1920 року    | 28 травня 1921 року  | 24 серпня 1921 року    | Зданий на злам у 1947 році |
| Тачікадзе | Верф ВМФ в Майдзуру          | 18 серпня 1920 року    | 31 березня 1921 року | 5 грудня 1921 року     | Потоплений 17 лютого 1944 року при слідуванні від острова Трук                                                                 |
| Хокадзе   | Верф ВМФ в Майдзуру          | 30 листопада 1920 року | 12 липня 1921 року   | 22 грудня 1921 року    | Потоплений 6 липня 1944 року підводним човном «Паддл» північніше від острова Сулавесі                                          |
| Нокадзе   | Верф ВМФ в Майдзуру          | 16 квітня 1921 року    | 1 жовтня 1921 року   | 31 березня 1922 року   | Потоплений 20 лютого 1945 року підводним човном «Парго» в Південнокитайському мор                                              |
| Намікадзе | Верф ВМФ в Майдзуру          | 7 листопада 1921 року  | 24 червня 1922 року  | 11 листопада 1922 року | У жовтні 1947 року переданий Китаю Зданий на злам у 1960 році                                                                  |
| Нумакадзе | Верф ВМФ в Майдзуру          | 10 серпня 1921 року    | 22 травня 1922 року  | 24 липня 1922 року     | Потоплений 18 грудня 1943 року підводним човном «Грейбек» у Філіппінському морі                                                |
| Сімакадзе | Верф ВМФ в Майдзуру          | 5 вересня 1919 року    | 31 березня 1920 року | 15 листопада 1920 року | У 1940 році перекласифікований на патрульний корабель №1 Потоплений 23 січня 1943 року підводним човном «Гуардфіш»             |
| Надакадзе | Верф ВМФ в Майдзуру          | 9 січня 1920 року      | 26 червня 1920 року  | 30 вересня 1920 року   | У 1940 році перекласифікований на патрульний корабель №2 Потоплений 25 липня 1945 року британським підводним човном «Стабборн» |